# European Botanic Gardens Consortium
Das European Botanic Gardens Consortium ist ein Netzwerk für Botanische Gärten in Europa innerhalb der Botanic Gardens Conservation International (BGCI). Es wurde 1994 gegründet, um europaweite Initiativen für Botanische Gärten anzustoßen, insbesondere die Umsetzung der Convention on Biological Diversity und ähnlicher Programme.